# L'Histoire de l'humanité - Développement scientifique et culturel
L'Histoire de l'humanité est un ouvrage qui fait partie de la collection des Histoires générales et régionales de l'UNESCO. Cette publication a pour but de contribuer à la compréhension mutuelle et au dialogue entre les cultures et les civilisations, tout comme l’ensemble de la collection qui cherche à illustrer les rencontres entre les cultures au fil de l’histoire et leurs contributions respectives au progrès général de l’humanité. Cela a été rendu possible grâce à la promotion d’une vision pluraliste de l’histoire.

## Principaux thèmes et objectifs
« En alliant l’histoire politique, culturelle, sociale et économique, les différents volumes parus mettent en perspective ce qui constitue, dans la diversité des pratiques, les conceptions et mémoires qui participent au patrimoine commun de l’humanité. C’est, tout particulièrement, l’objectif de l’Histoire du développement scientifique et culturel de l’humanité »,
L’Histoire du développement scientifique et culturel de l’humanité, communément appelée l’Histoire de l’humanité présente une histoire universelle de l’esprit humain, embrassant une multitude de points de vue, de souvenirs et d’opinions recueillis au sein des diverses cultures du monde ainsi que des analyses historiques multiples. Cette vaste tâche a été entreprise par l’UNESCO avec la collaboration de 450 savants et scientifiques. Elle explore l’étendue du progrès culturel humain dans le monde, afin de promouvoir le respect mutuel et la solidarité en désarmant l’histoire. 

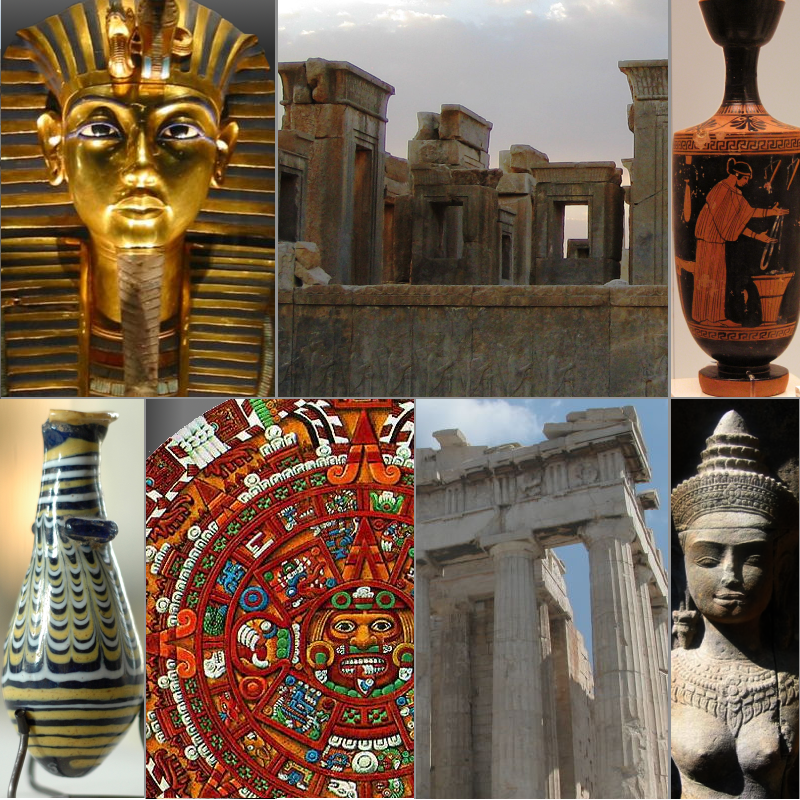
Les anciennes civilisations Copyright William R. Wilson via Wikimedia Commons

Les volumes couvrent une période s’étendant de la préhistoire et des débuts de la civilisation jusqu’au XXe siècle. La recherche historique traditionnelle basée sur des sources écrites a été complétée par des méthodes critiques plus contemporaines, l’utilisation de sources orales ou encore la contribution de l’archéologie.
L’Histoire de l’humanité a été publiée en six volumes et en diverses langues : anglais, français, italien, russe, espagnol et portugais.

## Histoire du projet
C’est en 1946 que l’Unesco a eu l’idée de travailler sur un projet de mémoire collective. La rédaction de l’Histoire de l’humanité a débuté en 1952, à la suite de la mise en place d’un comité scientifique international et la formation d’une équipe internationale pour entreprendre les recherches. Face aux bouleversements sans précédent en matière de sciences humaines et physiques et aux avancées techniques qui ont marqué les décennies suivantes, le projet s’est adapté afin de suivre ces changements au plus près.

## Volumes
- Volume I : De la préhistoire aux débuts de la civilisation

Directeurs du volume : S. J. de Laet, A. H. Dani, J. L. Lorenzo et R. B. Nunoo
- Volume II : De 3000 à 700 avant J.-C.

Directeurs du volume : A. H. Dani et J.-P. Mohen
- Volume III : Du VIIe siècle av. J.-C. au VIIe siècle après J.-C.

Directeurs du volume : J. Herrmann et Erik Zürcher
- Volume IV : Du VIIe au XVIe siècle

Directeurs du volume : M. Adnan Al-Bakhit, L. Bazin et S. Mody Cissoko
- Volume V : Du XVIe au XVIIIe siècle

Directeurs du volume : P. Burke et H. İnalcık
- Volume VI : Le XIXe siècle

Directeur du volume : P. Mathias
- Volume VII : Le XXe siècle

Directeur du volume : S. Gopal